# صنایع دستی کرمان

فرش کرمان

صنایع دستی کرمان آثار هنری سنتی‌ای است که به فرهنگ و تارخ ایران و کرمان مرتبط است. این صنایع دستی شامل نوعی گلدوزی سنتی به نام پته، قالی کرمان، گلیم، منبت‌کاری روی چوب، جاجیم و ظروف مسی است.
یکی از شناخته‌شده‌ترین صنایع دستی کرمان فرش راور است.

## نگارخانه

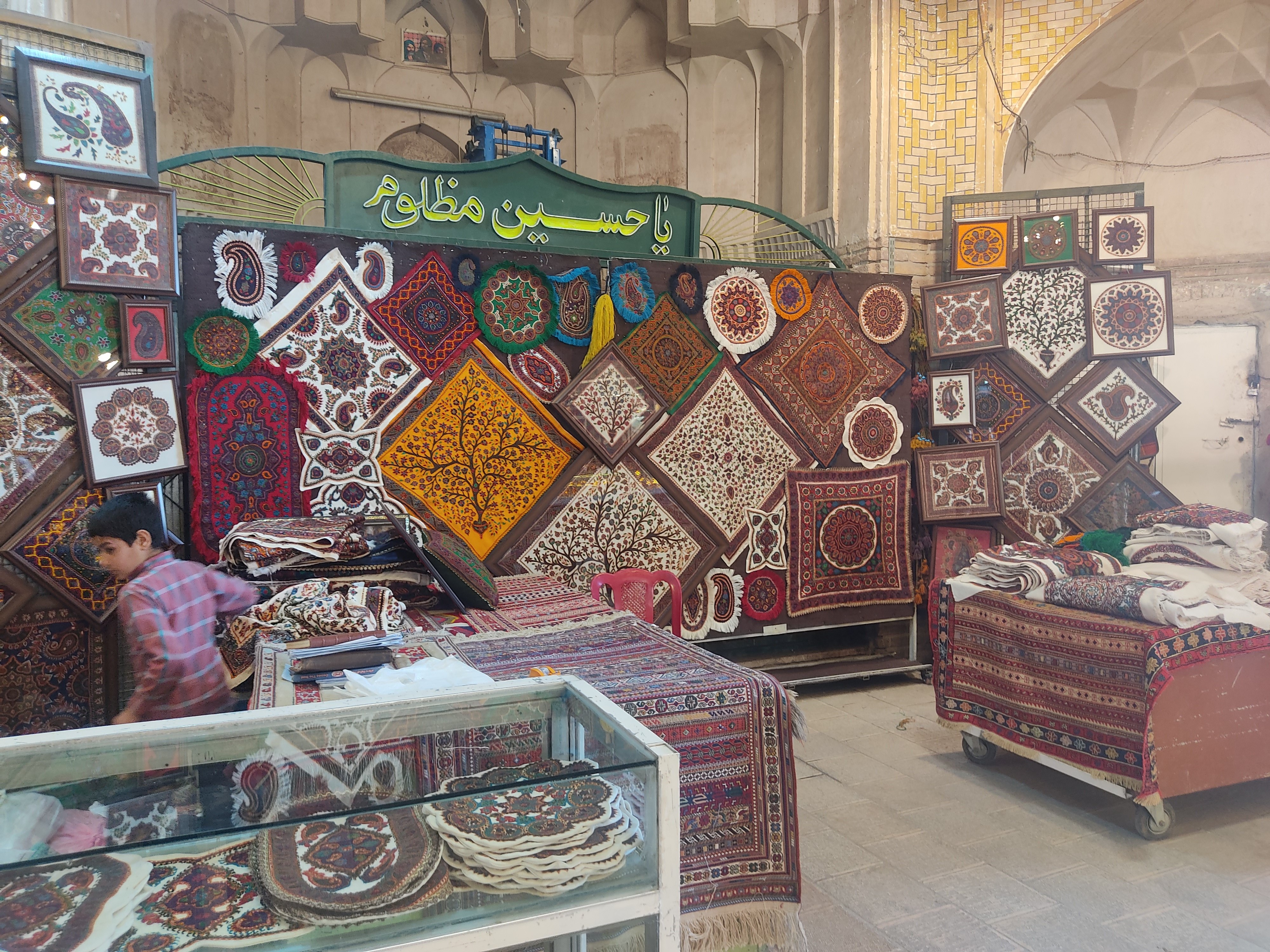
مغازه صنایع دستی در بازار کرمان
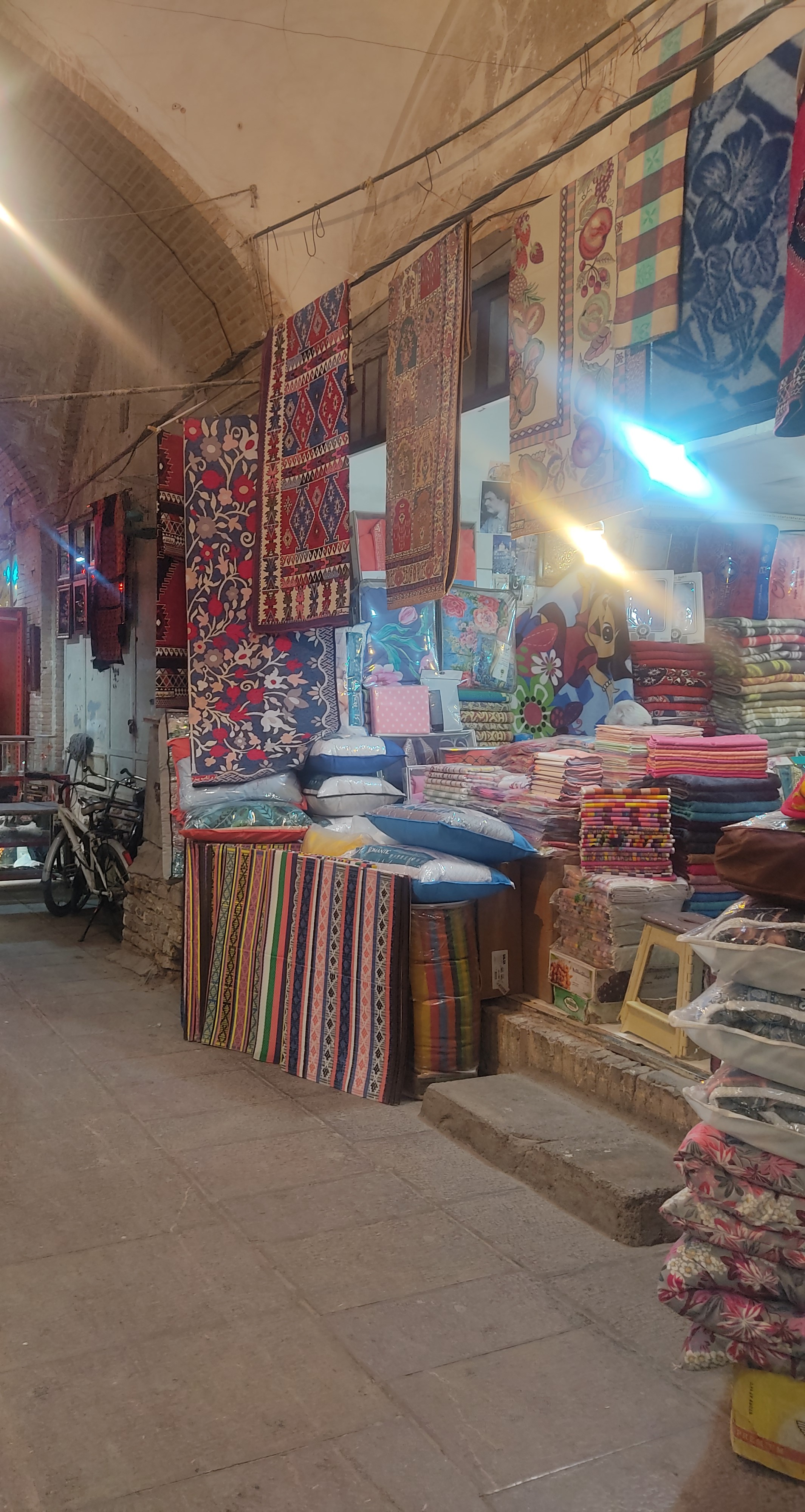
مغازه صنایع دستی در بازار کرمان
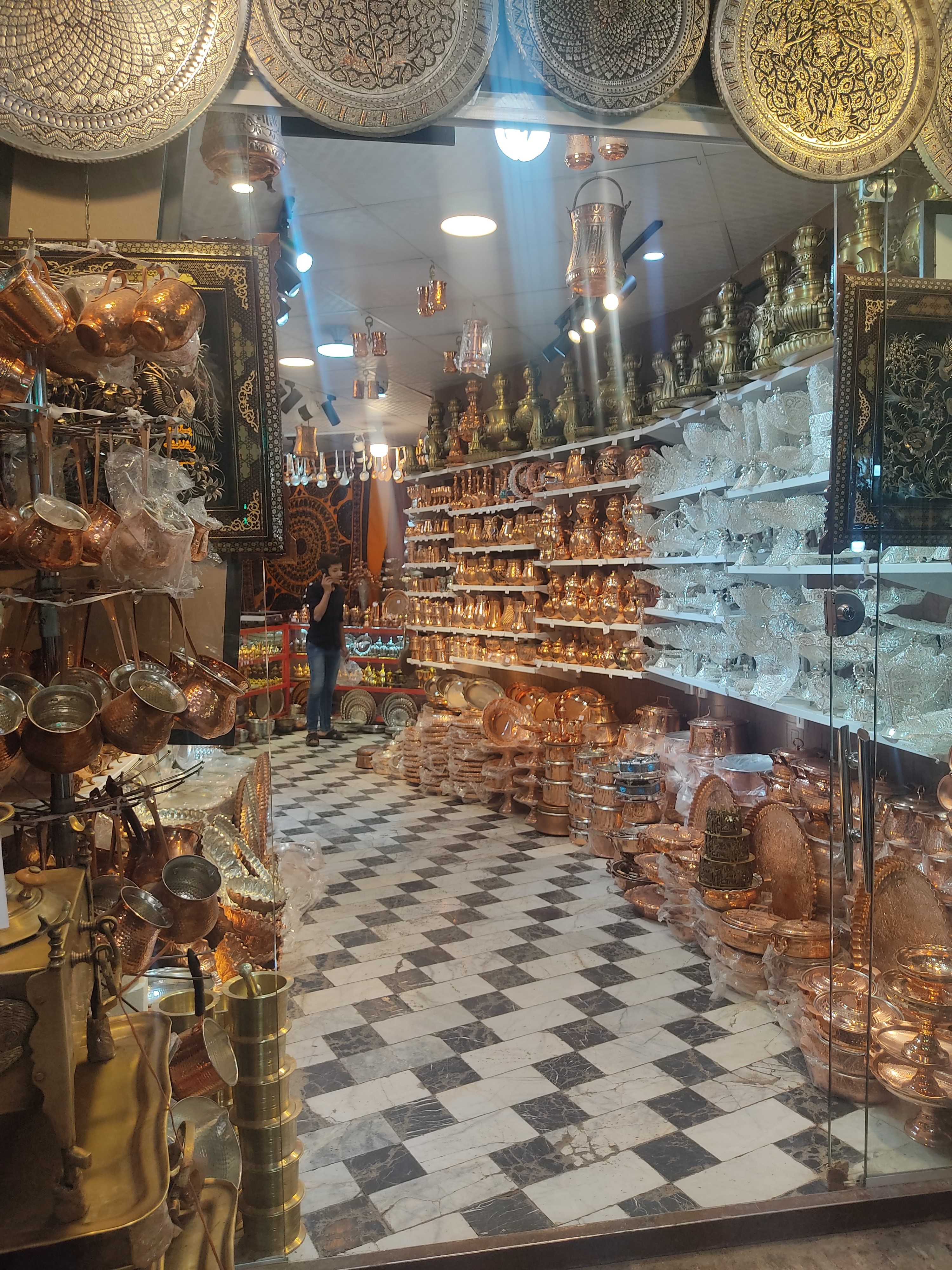
مغازه ظروف مسی در بازار کرمان